# Jan Wasiewicz
Jan Karol Wasiewicz (Lwów, 6 de gener de 1911 - Buenos Aires, 9 de novembre de 1976) fou un futbolista polonès de la dècada de 1930.
La major part de la seva carrera la passà a clubs de Lwów, com foren el RKS, Lechia Lwów i Pogoń Lwów. Fou internacional amb la selecció de Polònia, amb la qual disputà 11 partits i participà en els Jocs Olímpics de 1936 i fou reserva al Mundial de 1938. Després de la invasió nazi, marxà del país, establint la seva residència al Regne Unit primer, on jugà futbol a l'Hibernian F.C., i a l'Argentina des de 1949.